# De besatte (dokumentarfilm)
De besatte er en dansk dokumentarfilm fra 2003 instrueret af Jørgen Flindt Pedersen efter eget manuskript.

## Handling
Filmen handler om fem palæstinenseres liv i Gaza og på Vestbredden. Fortællingen om deres 'besatte' hverdag væves sammen med beskrivelsen af det palæstinensiske folks historie, siden de mistede deres land i 1948. Filmen handler om undertrykkelsens og besættelsens dæmoniske natur; om hadet og vreden hos et folk, hvis åndedræt gennem generationer har været kontrolleret af staten Israel. Men det er også en film om den livsglæde og kærlighed, der vokser frem - trods alt - under deres ufrivillige indespærring.

## Medvirkende
- Ahmed A. Alla
- Wafa Jamil
- Salah Othman
- Ibrahim Husary
- Manal Awad